# Japanische Polizei

Emblem der Japanischen Polizei

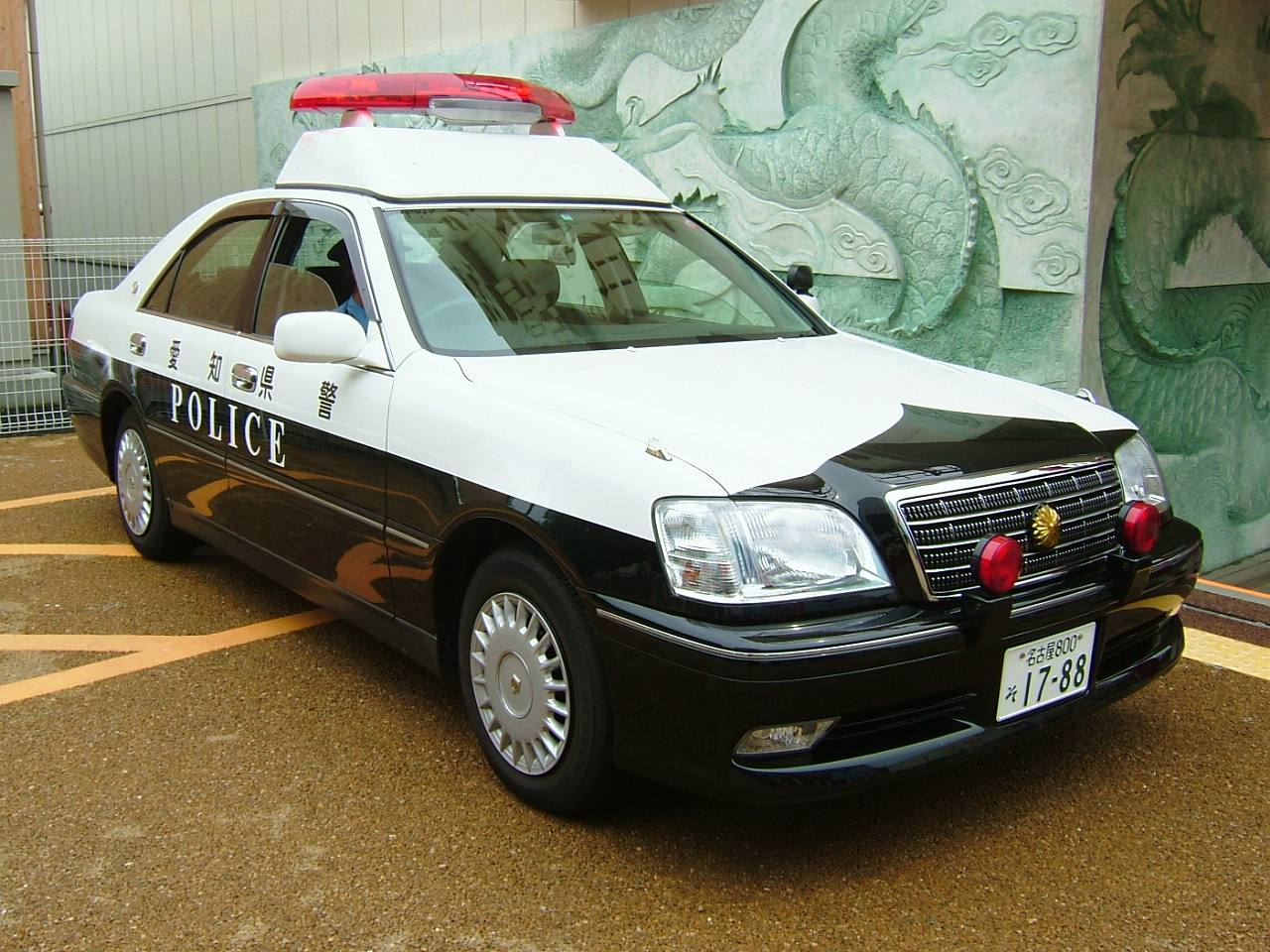
Präfektur Aichi: Toyota-Crown-Polizeiauto

Die Japanische Polizei (jap. 日本の警察, Nihon no keisatsu) ist eine unpolitische Organisation unter der Aufsicht einer unabhängigen Behörde, der Nationalen Polizeibehörde, die frei von direkter Regierungskontrolle ist. Die Polizei wird durch eine unabhängige Justiz kontrolliert. Die Polizei genießt in Japan allgemein Respekt und kann in ihrer Arbeit auf beträchtlichen Rückhalt in der Bevölkerung zählen.

## Geschichte
Die Japanische Regierung etablierte 1874 ein ziviles Polizeisystem europäischen Stils. Es stand unter der zentralen Kontrolle des Polizeiamtes im japanischen Heimatministerium und diente während der Meiji-Restauration zur Niederschlagung von Unruhen und zur Aufrechterhaltung der Ordnung. In den 1880ern hatte sich die Polizei in ein nationales Instrument der Regierungskontrolle entwickelt, das auch die lokalen politischen Führer unterstützte und die öffentliche Moral durchsetzte. Sie agierte als allgemeine Zivilverwaltung, die die offizielle Politik durchsetzte und dadurch die Vereinheitlichung und Modernisierung des Landes vereinfachte. Speziell in ländlichen Gebieten hatte die Polizei große Autorität und wurde mit derselben Mischung aus Furcht und Respekt behandelt wie das Dorfoberhaupt. Ihr zunehmendes Engagement in politischen Angelegenheiten war eine der Grundlagen des autoritären japanischen Staates in der ersten Hälfte des 20. Jahrhunderts.
Das zentralisierte Polizeisystem zog ständig weitere Zuständigkeiten an sich, bis es nahezu alle Aspekte des täglichen Lebens kontrollierte. Dazu gehörte unter anderem die Feuerwehr und die Vermittlung in arbeitsrechtlichen Auseinandersetzungen. Das System regulierte das öffentliche Gesundheitswesen, das Geschäftsleben, die Fabriken und das Bauwesen. Es vergab Genehmigungen und Lizenzen. Das Gesetz zur Aufrechterhaltung des Friedens von 1925 gab der Polizei das Recht, Verhaftungen wegen „falscher Gedanken“ vorzunehmen. Ein spezieller Bereich der Polizei (Tokkō) wurde geschaffen, um den Inhalt von Filmen, politischen Meetings und Wahlkampagnen zu regulieren. Die Militärpolizei (Kempeitai), die unter der Armee und Marine sowie im Heimatministerium und der Justiz operierte, half der Zivilpolizei bei der Bekämpfung verbotener politischer Aktivitäten. Nach dem Mukden-Zwischenfall von 1931 bekam die Militärpolizei größere Autorität, was zu Reibungen mit der Zivilpolizei führte. Nach 1937 leitete die Polizei die wirtschaftlichen Aktivitäten zur Absicherung der Kriegswirtschaft, mobilisierte Arbeitskräfte und steuerte das Transportwesen.
Nach der Kapitulation Japans 1945 behielt die Verwaltung der Besatzungstruppen die Vorkriegsstruktur der Polizei vorerst bei, bis ein neues System eingeführt wurde und das japanische Parlament das Polizeigesetz von 1947 in Kraft setzte. Statt der japanischen Vorschläge für eine starke, zentralisierte Kraft, die mit den Nachkriegsunruhen fertigwerden konnte, wurde das Polizeisystem (nach amerikanischem Vorbild) dezentralisiert. Etwa 1.600 unabhängige Ortspolizeien wurden in Städten und Dörfern mit mehr als 5000 Einwohnern aufgestellt und eine Nationale Landpolizei wurde für jede Präfektur organisiert. Die Kontrolle der Polizei erfolgte dadurch, dass man sie der Jurisdiktion von Öffentlichen Sicherheitskommissionen unterstellte, die durch die Nationale Kommission für Öffentliche Sicherheit im Büro des Premierministers kontrolliert wurden. Das Heimatministerium wurde abgeschafft und durch das weniger mächtige Ministerium für Innere Angelegenheiten ersetzt. Der Polizei wurde die Zuständigkeit für Feuerwehr, öffentliche Gesundheit und andere Verwaltungsaufgaben entzogen.
Als 1950–1951 die meisten der amerikanischen Besatzungstruppen nach Korea verlegt wurden, wurde die 75.000 Mann starke Nationale Polizeireserve gebildet, um die reguläre Polizei bei zivilen Unruhen zu unterstützen. Der Druck für ein besser zu den politischen Gegebenheiten Japans passendes, zentralisiertes System wuchs. Das Polizeigesetz von 1947 wurde 1951 geändert, um es kleineren Gemeinden zu erlauben, ihre Polizeikräfte in die Nationale Landpolizei zu überführen. Die meisten Gemeinden nutzten diese Möglichkeit, so dass 1954 nur noch etwa 400 Städte und Dörfer ihre eigenen Polizeikräfte hatten. Unter dem 1954 erneut geänderten Polizeigesetz wurde die Restrukturierung beendet und ein noch weiter zentralisiertes System geschaffen, in dem die lokalen Polizeikräfte nach Präfekturen unter einer Nationalen Polizeibehörde verwaltet wurden.
Das revidierte Polizeigesetz von 1954 war bis in die 1990er Jahre in Kraft und behielt einige wichtige Punkte des Nachkriegssystems bei, wie die Maßnahmen zur Sicherstellung der zivilen Kontrolle über die Polizei und von deren politischer Neutralität. Andererseits erlaubte es eine zunehmende Zentralisierung.
Das System der Führung durch die Nationale Kommission für Innere Sicherheit wurde beibehalten. Die staatliche Zuständigkeit für die Aufrechterhaltung der öffentlichen Ordnung wurde diesbezüglich klargestellt, dass sie auch die Koordinierung der nationalen und örtlichen Maßnahmen beinhaltet. Es erfolgt eine Zentralisierung der polizeilichen Mittel zur Information, Kommunikation und Datenhaltung. Nationale Standards für Ausbildung, Uniformen, Bezahlung, Ränge und Beförderungen wurden geschaffen. Die ländlichen und Gemeindepolizeikräfte wurden abgeschafft und in die Polizei der Präfektur integriert, die die grundlegenden Polizeiangelegenheiten übernahm. Beamte und Inspektoren in verschiedenen Ministerien und Behörden behielten weiterhin spezielle Polizeifunktionen, die ihnen durch das Polizeigesetz von 1947 übertragen worden waren.

## Nationale Organisation

### Nationale Kommission für Öffentliche Sicherheit
Das Ziel der Nationalen Kommission für Öffentliche Sicherheit ist es, die politische Neutralität der Polizei zu garantieren, indem sie vor politischem Druck geschützt wird und demokratische Methoden bei der Polizeiverwaltung gewährleistet werden. Die Hauptaufgabe der Kommission ist die Überwachung der Nationalen Polizeibehörde. Sie hat die Befugnis, die führenden Polizeioffiziere zu ernennen und zu entlassen. Die Kommission besteht aus einem Vorsitzenden im Range eines Staatsministers und fünf durch den Premierminister im Konsens mit beiden Kammern des Parlaments ernannten Mitgliedern. Sie operiert unabhängig vom Kabinett. Die Verbindung und Koordination zwischen Kommission und Kabinett wird durch den Vorgesetzten, der auch Kabinettsmitglied ist, gewährleistet.

#### Nationale Polizeibehörde
Als zentrale Organisation zur Koordination des gesamten Polizeisystems legt die Behörde allgemeingültige Standards und Richtlinien fest. Die Leitung der einzelnen Operationen verbleibt bei den lokalen Dienststellen. Im Fall eines nationalen Notstandes oder einer größeren Katastrophe ist die Behörde autorisiert, das unmittelbare Kommando über die lokalen Polizeikräfte der Präfekturen zu übernehmen.
1989 bestand die Behörde aus etwa 1.100 Zivilbeamten, die ermächtigt sind, Informationen zu sammeln, nationale Richtlinien zu formulieren und durchzusetzen. Die Behörde wird von einem Kommissionsleiter geführt, der mit Zustimmung des Premierministers durch die Nationale Kommission für Öffentliche Sicherheit ernannt wird.
Das zentrale Amt umfasst das Sekretariat mit Abteilungen für allgemeine Operationen, Planung, Information, Finanzen, Management, Beschaffung und Verteilung von Polizeiausrüstung sowie fünf im Folgenden beschriebene Ämter.

##### Polizeiverwaltungsamt
Das Verwaltungsamt beschäftigt sich mit Personal, Aus- und Weiterbildung, Sozialen Angelegenheiten und der Inspektion der Einheiten.

##### Kriminaluntersuchungsamt
Dieses ist zuständig für Statistiken und die Untersuchung von Fällen mit nationaler und internationaler Bedeutung (hier gewisse Parallelen zum FBI der USA). Die Sicherheitsabteilung dieses Amtes ist für die Verbrechensprävention, den Kampf gegen Jugendkriminalität und Umweltverschmutzung zuständig. Zusätzlich formuliert und empfiehlt dieses Amt Gesetze zu Feuerwaffen, Explosivstoffen, Lebensmitteln, Medikamenten und Drogen.

##### Kommunikationsamt
Das Kommunikationsamt überwacht das polizeiliche Kommunikationssystem.

##### Verkehrsamt

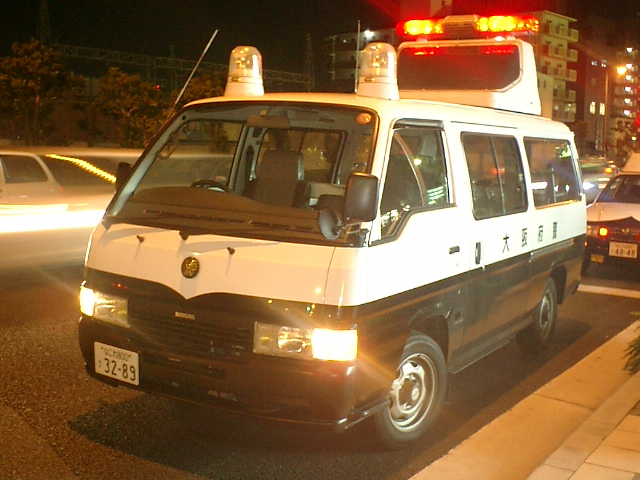
Japanischer Streifenwagen in Osaka

Das Verkehrsamt erteilt Fahrerlaubnisse, setzt die Verkehrsregeln durch und regelt den Verkehr. Umfangreiche Verkehrssicherheits- und Verkehrserziehungsprogramme werden sowohl auf nationaler als auch auf Ebene der Präfekturen durchgeführt. Die Schnellstraßenabteilung des Amtes befasst sich mit den speziellen Bedingungen des wachsenden Schnellstraßensystems des Landes.

##### Sicherheitsamt
Das Sicherheitsamt formuliert und überwacht die Sicherheitsvorschriften. Es forscht zu Ausrüstung und Taktiken bei der Bekämpfung von Unruhen und überwacht und koordiniert die Aktivitäten der Bereitschaftspolizei. Es ist auch für die geheimdienstliche Tätigkeit in Bezug auf Ausländer und radikale politische Gruppen zuständig. Dazu gehören auch Untersuchungen zu Verletzungen der Registrierungsvorschriften für Ausländer und die Verwaltung der Ein- und Ausreisevorschriften. Das Amt ist ebenfalls für die Sicherheit bei nationalen Notfällen und Naturkatastrophen zuständig.

##### Regionale Ämter für öffentliche Sicherheit
Die Nationale Polizeibehörde hat sieben regionale Polizeiämter, von denen jedes für eine Anzahl von Präfekturen zuständig ist. Sie werden von Direktoren geleitet und haben eine ähnliche Organisation wie das Zentralamt.

##### Polizei-Kommunikationsabteilungen
Das Gebiet der Hauptstadt Tokio (wegen seiner Besonderheiten als Großstadt) und die Insel Hokkaidō (wegen ihrer geografischen Lage) sind von der regionalen Gesetzgebung ausgeschlossen und autonomer als die anderen lokalen Polizeikräfte. Die Nationale Polizeibehörde betreibt in diesen zwei Gebieten Kommunikationsabteilungen zur Koordinierung der nationalen und lokalen Polizeikräfte.

##### Zugeordnete Einrichtungen
Der Polizeibehörde sind das Hauptquartier der Kaiserlichen Garde (皇宮警察本部, kōgū keisatsu hombu), die Polizeihochschule (警察大学校, keisatsu daigakkō) und das wissenschaftliche Forschungsinstitut der Polizei (科学警察研究所, kagaku keisatsu kenkyūjo) zugeordnet.

## Präfekturpolizeien
Von den etwa 258.000 Polizisten gehören ca. 97 % zu den 47 Präfekturpolizeien (todōfuken-keisatsu, im Singular dō-keisatsu, fu-keisatsu, ken-keisatsu, in der Tōkyō-to aber unter dem historischen Namen Keishi-chō; im Englischen und anderen Übersetzungen manchmal für -to, -dō, -fu und -ken differenziert als 1 „Metropolpolizei“, 1 „Bezirkspolizei“, 43 „Präfekturpolizeien“, 2 „Stadtpräfekturpolizeien“).
Die Polizei jeder Präfektur untersteht der jeweiligen Präfekturkommission für öffentliche Sicherheit (to-/dō-/fu-/ken-kōan-iinkai), deren Mitglieder grundsätzlich vom Präfekturgouverneur (to-/dō-/fu-/ken-chiji) mit Zustimmung des Präfekturparlaments (to-/dō-/fu-/ken-gikai) ernannt werden. In Präfekturen, die designierte Großstädte oder Sonderbezirke enthalten, hat die Öffentliche Sicherheitskommission zusätzliche Mitglieder, und die Großstädte dürfen bei deren Nominierung mitwirken.
Das Polizeihauptquartier jeder Präfektur (dō-/fu-/ken-keisatsu honbu, in der -to unter dem historischen Namen Keishi-chō) besitzt den Ämtern der Nationalen Polizeibehörde entsprechende Abteilungen. Die Hauptquartiere sind durch Spezialisten für die grundlegenden Polizeiaufgaben und Verwaltung besetzt und werden von einem durch die Präfekturkommission für Öffentliche Sicherheit ernannten Leiter geleitet. In der Präfektur Tokio als Hauptstadtpräfektur muss auch die Nationalregierung der Ernennung zustimmen. Jede Präfektur ist in jeweils einem Polizeirevier (keisatsusho) zugeordnete Polizeibezirke unterteilt, denen die städtischen und ländlichen Dienststellen (kōban und chūzaisho) unterstehen.
Die Budgets der Polizeibehörden der Präfekturen, die zur Hauptsache aus Personalkosten bestehen, werden aus den Präfekturhaushalten finanziert, sind besonders für Ausrüstung aber von der Polizeibehörde der nationalen Regierung abhängig. Außerdem sind die Präfekturhaushalte selbst stark von Zuschüssen aus dem nationalen Haushalt abhängig. Die Präfekturpolizeien operieren eigenständig; präfekturübergreifende und internationale Aktivitäten werden aber von der nationalen Polizeibehörde gesteuert, die auch im Katastrophen- und Ausnahmefall das Kommando übernimmt. Die Nationalen Polizeistatuten und -vorschriften legen die Stärke und Rangordnung aller lokalen Polizeikräfte und die Standorte der lokalen Polizeistationen fest.
Die Koordination zwischen der nationalen und 45 der 47 Präfekturpolizeibehörden wird über regionale Zweigstellen der nationalen Polizeibehörde abgewickelt, die für mehrere Präfekturen zuständig sind und zum Beispiel jeweils über eine gemeinsame regionale Polizeischule verfügen. Zu den Polizeibehörden der Hokkai-dō und der Tōkyō-to unterhält die nationale Behörde eigene Verbindungsbüros.

### Polizeiwachen (Kōban)
Unter diesen Stationen stellen die Kōban-Unterstationen nahe großer Verkehrsknotenpunkte, Einkaufszentren und in den Wohngebieten die erste Linie der Polizeikräfte zur Bevölkerung dar. Etwa 20 Prozent der Polizeikräfte sind den Kōban zugeordnet. Sie sind mit drei oder mehr in 8-Stunden-Schichten arbeitenden Polizisten besetzt. Sie dienen als Basis für die Fußstreifen und haben gewöhnlich Schlaf- und Essgelegenheiten für die diensthabenden Beamten, die gerade nicht Wache haben. In ländlichen Gebieten sind die Ortspolizeiämter gewöhnlich durch einen in dem Wohngebiet wohnenden Polizisten besetzt, der es anstrebt, Teil der Gemeinschaft zu werden, und dessen Familie oft bei der Erfüllung der dienstlichen Aufgaben hilft.
Die den Kōban zugeordneten Beamten haben genaue Kenntnis von ihrem Zuständigkeitsbereich. Eine ihrer wichtigsten Aufgaben ist es, alle zwei Jahre in jedem Haus ihres Bereiches eine statistische Erhebung durchzuführen, bei der das Haushaltsoberhaupt an jeder Adresse eine Einwohnerinformationskarte mit Namen, Alter, Beschäftigung, Geschäftsadresse und Kfz-Kennzeichen der Haushaltsmitglieder und den Namen anderswo lebender Verwandter ausfüllt.
Die Polizei registriert dabei Namen älterer oder allein lebender Menschen, die bei einem Notfall möglicherweise besondere Aufmerksamkeit benötigen. Sie führt Erhebungen der örtlichen Firmen durch, zeichnet Namen und Adressen der Beschäftigten auf, weiters welche Geschäfte bis spät in die Nacht geöffnet haben und welche Beschäftigten gewöhnlich lange arbeiten. Die Teilnahme an den Erhebungen ist freiwillig und die meisten Bürger beteiligen sich daran. Ein zunehmender Teil der Bevölkerung betrachtet sie jedoch als Eingriff in die Privatsphäre.
Die bei den Befragungen gewonnenen Daten werden nicht zentralisiert, sondern in den Kōban aufbewahrt, wo sie auch am häufigsten zum Auffinden von Personen benötigt werden. Wenn ein Verbrechen geschehen ist oder eine Untersuchung läuft, sind diese Daten von unschätzbarem Wert, um Hintergrunddaten für einen Fall bereitzustellen. Spezialisten der Bezirkspolizeistationen bringen deshalb viel Zeit damit zu, die gewöhnlich schlecht geordneten Daten der Kōban zu durchforsten.
| Polizeiregion | Präfektur | Polizei                                            | Planstellen für Polizisten             | Planstellen für Polizisten |
| ------------- | --------- | -------------------------------------------------- | -------------------------------------- | -------------------------- |
| Polizeiregion | Präfektur | Polizei                                            | nach (nationaler) Regierungsverordnung | nach (Präfektur-)Satzung   |
| –             | Hokkaidō  | Hokkai[-]dō-keisatsu                               | 10.383                                 | 10.634                     |
| Tōhoku        | Aomori    | Aomori-ken-keisatsu                                | 2.303                                  | 2.348                      |
| Tōhoku        | Iwate     | Iwate-ken-keisatsu                                 | 2.134                                  | 2.153                      |
| Tōhoku        | Miyagi    | Miyagi-ken-keisatsu                                | 3.710                                  | 3.766                      |
| Tōhoku        | Akita     | Akita-ken-keisatsu                                 | 1.948                                  | 1.989                      |
| Tōhoku        | Yamagata  | Yamagata-ken-keisatsu                              | 1.983                                  | 2.013                      |
| Tōhoku        | Fukushima | Fukushima-ken-keisatsu                             | 3.443                                  | 3.481                      |
| –             | Tokio     | Keishi-chō                                         | 42.686                                 | 43.486                     |
| Kantō         | Ibaraki   | Ibaraki-ken-keisatsu                               | 4.814                                  | 4.814                      |
| Kantō         | Tochigi   | Tochigi-ken-keisatsu                               | 3.385                                  | 3.429                      |
| Kantō         | Gunma     | Gunma-ken-keisatsu                                 | 3.411                                  | 3.442                      |
| Kantō         | Saitama   | Saitama-ken-keisatsu                               | 11.373                                 | 11.524                     |
| Kantō         | Chiba     | Chiba-ken-keisatsu (inkl. Flughafenpolizei: 1.000) | 10.985                                 | 11.100                     |
| Kantō         | Kanagawa  | Kanagawa-ken-keisatsu                              | 15.253                                 | 15.703                     |
| Kantō         | Niigata   | Niigata-ken-keisatsu                               | 4.141                                  | 4.191                      |
| Kantō         | Yamanashi | Yamanashi-ken-keisatsu                             | 1.667                                  | 1.682                      |
| Kantō         | Nagano    | Nagano-ken-keisatsu                                | 3.394                                  | 3.487                      |
| Kantō         | Shizuoka  | Shizuoka-ken-keisatsu                              | 6.195                                  | 6.195                      |
| Chūbu         | Toyama    | Toyama-ken-keisatsu                                | 1.939                                  | 1.959                      |
| Chūbu         | Ishikawa  | Ishikawa-ken-keisatsu                              | 1.977                                  | 1.977                      |
| Chūbu         | Fukui     | Fukui-ken-keisatsu                                 | 1.732                                  | 1.732                      |
| Chūbu         | Gifu      | Gifu-ken-keisatsu                                  | 3.484                                  | 3.527                      |
| Chūbu         | Aichi     | Aichi-ken-keisatsu                                 | 13.224                                 | 13.554                     |
| Chūbu         | Mie       | Mie-ken-keisatsu                                   | 3.036                                  | 3.079                      |
| Kinki         | Shiga     | Shiga-ken-keisatsu                                 | 2.246                                  | 2.282                      |
| Kinki         | Kyōto     | Kyōto-fu-keisatsu                                  | 6.430                                  | 6.560                      |
| Kinki         | Osaka     | Ōsaka-fu-keisatsu                                  | 20.954                                 | 21.474                     |
| Kinki         | Hyōgo     | Hyōgo-ken-keisatsu                                 | 11.693                                 | 11.953                     |
| Kinki         | Nara      | Nara-ken-keisatsu                                  | 2.458                                  | 2.481                      |
| Kinki         | Wakayama  | Wakayama-ken-keisatsu                              | 2.142                                  | 2.183                      |
| Chūgoku       | Tottori   | Tottori-ken-keisatsu                               | 1.217                                  | 1.231                      |
| Chūgoku       | Shimane   | Shimane-ken-keisatsu                               | 1.512                                  | 1.512                      |
| Chūgoku       | Okayama   | Okayama-ken-keisatsu                               | 3.454                                  | 3.511                      |
| Chūgoku       | Hiroshima | Hiroshma-ken-keisatsu                              | 5.079                                  | 5.189                      |
| Chūgoku       | Yamaguchi | Yamaguchi-ken-keisatsu                             | 3.097                                  | 3.148                      |
| Shikoku       | Tokushima | Tokushima-ken-keisatsu                             | 1.535                                  | 1.555                      |
| Shikoku       | Kagawa    | Kagawa-ken-keisatsu                                | 1.841                                  | 1.859                      |
| Shikoku       | Ehime     | Ehime-ken-keisatsu                                 | 2.427                                  | 2.463                      |
| Shikoku       | Kōchi     | Kōchi-ken-keisatsu                                 | 1.597                                  | 1.611                      |
| Kyūshū        | Fukuoka   | Fukuoka-ken-keisatsu                               | 10.855                                 | 11.115                     |
| Kyūshū        | Saga      | Saga-ken-keisatsu                                  | 1.701                                  | 1.717                      |
| Kyūshū        | Nagasaki  | Nagasaki-ken-keisatsu                              | 3.030                                  | 3.075                      |
| Kyūshū        | Kumamoto  | Kumamoto-ken-keisatsu                              | 3.040                                  | 3.107                      |
| Kyūshū        | Ōita      | Ōita-ken-keisatsu                                  | 2.062                                  | 2.092                      |
| Kyūshū        | Miyazaki  | Miyazaki-ken-keisatsu                              | 2.009                                  | 2.034                      |
| Kyūshū        | Kagoshima | Kagoshima-ken-keisatsu                             | 3.006                                  | 3.035                      |
| Kyūshū        | Okinawa   | Okinawa-ken-keisatsu                               | 2.746                                  | 2.771                      |
| Summe         | Summe     | Summe                                              | 254.731                                | 259.224                    |

### Einsatzpolizei
Innerhalb ihrer Sicherheitsabteilungen unterhält jede Präfekturpolizei spezielle Einsatzpolizeieinheiten. Diese Einheiten wurden nach Unruhen am Kaiserlichen Palast 1952 gebildet, um schnell und effektiv auf größere öffentliche Unruhen reagieren zu können. Sie werden auch zu Ordnungsaufgaben bei Massenveranstaltungen, wie Festen, bei Naturkatastrophen, und um bei Bedarf die reguläre Polizei zu verstärken, eingesetzt. Diese Einheiten können durch speziell ausgebildete reguläre Polizisten verstärkt werden.
Bei Demonstrationen und gewalttätigen Unruhen werden die Einheiten in militärischem Stil in großer Zahl eingesetzt. Es ist übliche Praxis, dass Reihen der Einsatzpolizei die Straßen säumen, durch die Demonstrationen passieren. Wenn die Demonstrierenden gewalttätig werden oder die offiziell genehmigten Gebiete verlassen, versucht die Einsatzpolizei Schulter an Schulter, manchmal 3–4 Reihen tief die Massen mit den Händen zurückzuschieben. Einzelaktionen sind verboten. Einheiten aus 3 Personen werden manchmal für Aufklärungseinsätze verwendet, die meisten Operationen werden jedoch von Gruppen mit 9 bis 11 Zügen von 27 bis 33 Mann und Kompanien von 80 bis 100 Mann ausgeführt. Die vorderste Reihe ist trainiert, die Reihen zu öffnen, um Spezialeinheiten zur Befreiung gefangen genommener Polizisten oder für Tränengasangriffe durchzulassen. Jede Person ist über einen Kopfhörer per Funk mit dem Kommandeur verbunden, um die Kommandos zu hören, die gleichzeitig der ganzen Formation gegeben werden.
Die Einsatzpolizei ist auf den Einsatz disziplinierter, nichttödlicher Gewalt beschränkt und trägt keine Feuerwaffen. Sie ist stolz auf ein besonnenes Verhalten unter Stress. Auch die japanischen Demonstranten vermeiden in der Regel exzessive Gewaltanwendung. Brutale Polizeigewalt ist selten ein Thema. Der Schuldige wird bestraft und manchmal in einen anderen Bereich des Polizeidienstes versetzt, wenn er für unfähig angesehen wird, sich zu beherrschen.
Intensive Erfahrungen in der Niederschlagung gewaltsamer Unruhen führte zur Entwicklung spezieller Uniformen und Ausrüstung für die Einsatzpolizeieinheiten. Die Uniform besteht aus einer Feldjacke mit mehreren Panzerplatten und einem vom Bauch herunterhängenden Unterleibsschutz, einer Aluminiumplatte über der Wirbelsäule und Schulterpolstern. Gepanzerte Handschuhe bedecken Hände und Unterarme. Die Helme haben einen Gesichtsschutz und einen herabhängenden Nackenschutz. Bei gewalttätigen Auseinandersetzungen tragen die vordersten Reihen 1,2 m hohe Schilde als Schutz gegen Stöcke und Steine sowie lange Stangen mit Netzen, um fliegende Objekte abzufangen. Als Spezialausrüstung kommen Wasserwerfer, gepanzerte Fahrzeuge und mobile Tunnel zum Eindringen in besetzte Gebäude hinzu.
Da der Einsatz der Einsatzpolizei den geschlossenen Einsatz als Gruppe erfordert, werden die Einheiten in nahezu autonomen Einrichtungen kaserniert und trainiert, um als geschlossene Einheit zu agieren. Die überwiegende Mehrheit der Mitglieder sind Junggesellen, die in Wohnheimen auf dem Gelände der Einheit leben. Das fortwährende Training ist auf physische Kondition, Übungskämpfe und taktische Probleme konzentriert. Es herrscht eine militärische Atmosphäre, Bekleidungs- und Verhaltensvorschriften und Rangunterschiede werden genauer befolgt als bei der regulären Polizei. Der Korpsgeist wird mit regelmäßigen Zeremonien und der Tradition von Ritualen bestärkt. Dazu gehört z. B. das Applaudieren für Personal, das zu Einsätzen gerufen wird und von diesen zurückkehren, und das formelle Begrüßen der vorgesetzten Offiziere im Speisesaal bei allen Mahlzeiten.
Der Dienst bei der Einsatzpolizei ist nicht populär, weil er besondere Opfer fordert und zwischen den unregelmäßigen Einsätzen viel Langeweile herrscht. Nur wenige der Mitglieder der Einsatzpolizei sind daher Freiwillige, die anderen sind zu diesem Einsatz abgeordnet. Für viele dient der Einsatz bei diesen Einheiten als Sprungbrett, da er Reputation hat und ausreichend Gelegenheit bietet, für die Prüfungen für den gehobenen Dienst zu studieren, die die Voraussetzung für Beförderungen sind. Da der Einsatz physische Fitness verlangt – die Uniform wiegt 6,6 kg –, sind die meisten jung und dienen in diesen Einheiten nach einer anfänglichen Dienstzeit in einem Koban.

## Beziehungen zwischen Polizei und Bevölkerung
Trotz gesetzlicher Beschränkungen sehen viele Bürger die Polizei als Autorität an, an die man sich um Hilfe wenden kann. Die Bürger suchen polizeiliche Hilfe, um Familienstreitigkeiten zu schlichten, Jugendliche zu beraten und in kleineren Disputen zu vermitteln. Sie fragen die Polizei oft nach dem Weg zu Hotels und Wohnungen – eine Hilfe von unschätzbarem Wert in Städten, wo die Straßen oft keine Namen haben und die Häuser nach der Reihenfolge ihrer Errichtung anstatt in einer Straße fortlaufend nummeriert sind. Die Polizisten werden von ihren Vorgesetzten ermutigt, diese Aufgaben als Befriedigung öffentlicher Bedürfnisse nach Dienstleistungen und als Mittel zur Vertrauensbildung zu sehen. Die öffentliche Einstellung zur Polizei ist allgemein vorteilhaft, obwohl eine Serie von Fällen erpresster Geständnisse in den 1980er Jahren einige Bedenken hinsichtlich der Behandlung von Untersuchungshäftlingen zur Folge hatte.